# مجلس العلاقات الخارجية
مجلس العلاقات الخارجية (بالإنجليزية: Council on Foreign Relations)‏ هو منظمة في شكل خلية تفكير مستقلة أمريكية، هدفها تحليل سياسة الولايات المتحدة الخارجية والوضع السياسي العالمي.

تأسست في 1921، تتكون من أكثر من 000 5 عضو جلهم من طبقة الأعمال، الاقتصاد والسياسة. مقرها الرئيسي في نيويورك، ولديها مكتب أيضا في واشنطن العاصمة.

مجلس العلاقات الخارجية يعتبر واحد من أهم خليات التفكير والأكثر تأثيرا في في السياسة الخارجية. ينشر المجلس مجلة نصف شهرية وهي الشؤون الخارجية ولدية موقع إنترنت كثير الزيارة، أين يتم فيه نشر العديد من التقارير والفيديوهات (Crisis Guides أو دليل الأزمة فاز بجائزة إيمي).

## التاريخ

### النشأة، 1918 إلى 1945
قرب نهاية الحرب العالمية الأولى، كُلفت زمالة مؤلفة من حوالي 150 باحثًا تسمى «لجنة التحقيق» بإطلاع الرئيس وودرو ويلسون على الخيارات المتاحة لعالم ما بعد الحرب عندما هزمت ألمانيا. اجتمعت هذه الفرقة الأكاديمية بما في ذلك مستشار ويلسون الأقرب وصديقه القديم «العقيد» إدوارد إم هاوس، وكذلك وولتر ليبمان، لتجميع الإستراتيجية لعالم ما بعد الحرب. أنتج الفريق أكثر من 2000 وثيقة توضح تفصيل وتحليل الحقائق السياسية والاقتصادية والاجتماعية على مستوى العالم والتي من شأنها أن تكون مفيدة لويلسون في محادثات السلام.:13–14 شكلت تقاريرهم الأساس للنقاط الأربعة عشر التي حددت إستراتيجية ويلسون للسلام بعد نهاية الحرب. ثم سافر هؤلاء الباحثون إلى مؤتمر باريس للسلام عام 1919 وشاركوا في المناقشات هناك. نتيجة للمناقشات التي دارت في مؤتمر السلام، اجتمعت مجموعة صغيرة من الدبلوماسيين والباحثين البريطانيين والأمريكيين في 30 مايو 1919 في فندق ماجستيك في باريس وقررت إنشاء منظمة أنجلو أمريكية تسمى «معهد الشؤون الدولية»، التي سيكون لها مكاتب في لندن ونيويورك. نظرًا لوجهات النظر الانعزالية السائدة في المجتمع الأمريكي في ذلك الوقت، كان الباحثون يجدون صعوبة في جذب انتباههم إلى خطتهم، وحولوا تركيزهم بدلاً من ذلك إلى مجموعة من الاجتماعات السرية التي كانت تجري منذ يونيو 1918 في مدينة نيويورك تحت الاسم مجلس العلاقات الخارجية (CFR). ترأس الاجتماعات محامي المؤسسات التجارية، إليهو روت، الذي شغل منصب وزير الخارجية في عهد الرئيس ثيودور روزفلت، وحضره 108 من كبار المسؤولين في البنوك والتصنيع والتجارة والتمويل، إلى جانب العديد من المحامين. كان الأعضاء مؤيدين لأممية ويلسون، لكنهم كانوا قلقين بشكل خاص من تأثير الحرب ومعاهدة السلام على أعمال ما بعد الحرب. رأى الباحثون من لجنة التحقيق هنا فرصة لإنشاء منظمة تجمع الدبلوماسيين والمسؤولين الحكوميين رفيعي المستوى والأكاديميين، بجانب المحامين والمصرفيين والصناعيين لتصميم سياسة الحكومة. في 29 يوليو 1921، قدموا شهادة التأسيس وشكلوا رسميًا مجلس العلاقات الخارجية. في عام 1922، قاد إدوين غاي،-عميد السابق لكلية إدارة الأعمال بجامعة هارفارد ومدير مجلس الشحن أثناء الحرب- جهود المجلس للبدء في نشر مجلة من شأنها أن تكون المصدر الموثوق للسياسة الخارجية. جمع 125000 دولار من الأعضاء الأثرياء في المجلس ومن خلال إرسال خطابات التماس الأموال إلى أغنى الأميركيين. باستخدام هذه الأموال، نُشر العدد الأول من مجلة فورين أفيرز في سبتمبر 1922، وفي غضون بضع سنوات اكتسبت سمعة بأنها المراجعة الأمريكية الأكثر موثوقية التي تتناول العلاقات الدولية.:1–5
في أواخر الثلاثينيات، بدأت مؤسسة فورد ومؤسسة روكفلر المساهمة بأموال كبيرة للمجلس. في عام 1938، قاموا بإنشاء لجان مختلفة للعلاقات الخارجية، والتي أصبحت فيما بعد تحكمها اللجان الأمريكية للعلاقات الخارجية في واشنطن العاصمة بتمويل من منحة مقدمة من مؤسسة كارنيجي. يُستخلص الرجال المؤثرين في عدد من المدن، ثم يُجمعوا لإجراء مناقشات في مجتمعاتهم المحلية وكذلك للمشاركة في مؤتمر سنوي في نيويورك. عملت هذه اللجان المحلية على التأثير على القادة المحليين وتشكيل الرأي العام لبناء الدعم لسياسات المجلس. ابتداءً من عام 1939 واستمرارًا لمدة خمس سنوات، حقق المجلس مكانة أكبر بكثير داخل الحكومة ووزارة الخارجية عندما أنشأ دراسات الحرب والسلام السرية للغاية، والتي تمولها بالكامل مؤسسة روكفلر. كانت السرية محيطة بهذه المجموعة لدرجة أن أعضاء المجلس الذين لم يشاركوا في مداولاتها لم يكونوا على دراية تامة بوجود مجموعة الدراسة. كانت مُقسمة إلى أربع مجموعات موضوعية وظيفية: الاقتصادية والمالية، الأمن والتسلح، الإقليمية، والسياسية.:17–18

### عصر الحرب الباردة، 1945 إلى 1979
وجدت دراسة نقدية أن 502 من المسؤولين الحكوميين الذين شملهم الاستطلاع في الفترة من 1945 إلى 1972، كان أكثر من نصفهم أعضاء في المجلس. خلال إدارة أيزنهاور، كان 40 ٪ من كبار مسؤولي السياسة الخارجية في الولايات المتحدة أعضاء في مجلس العلاقات الخارجية، وأثناء إدارة ترومان، شُغل 42 ٪ من المناصب العليا من قبل أعضاء المجلس وخلال إدارة كينيدي، ارتفع هذا العدد إلى 51 ٪، وبلغ ذروته إلى 57 ٪ في عهد إدارة جونسون. في مقال مجهول بعنوان «مصادر السلوك السوفياتي» ظهر في مجلة فورين أفيرز في عام 1947، صاغ عضو مجموعة دراسة مجلس العلاقات الخارجية جورج كينان مصطلح «الاحتواء»، وتثبت المقالة أنها ذات تأثير كبير في السياسة الخارجية للولايات المتحدة لسبع إدارات رئاسية قادمة. بعد أربعين عامًا، أوضح كينان أنه لم يشتبه أبدًا في أن الروس يرغبون في شن هجوم على أمريكا، فقد اعتقد أنه كان واضحًا بما فيه الكفاية ولم يكن بحاجة إلى شرح ذلك في مقاله. ينسب وليام بوندي مجموعة دراسة مجلس العلاقات الخارجية إلى المساعدة في وضع إطار التفكيرالذي أدى إلى خطة مارشال وحلف الناتو. بسبب هذه الاهتمام الجديد بالمجموعة، نمت العضوية إلى 1000 عضو.:62–64

## الوضع الحالي

### المهمة
كما هو مذكور في موقعها على شبكة الإنترنت، تتمثل مهمة مجلس العلاقات الخارجية (CFR) في أن يكون مورداً لأعضائه والمسؤولين الحكوميين ومديري الأعمال التجارية والصحفيين والمربين والطلاب والقادة المدنيين والدينيين وغيرهم من المواطنين المهتمين من أجل مساعدتهم على فهم العالم بشكل أفضل وخيارات السياسة الخارجية التي تواجه الولايات المتحدة ودول أخرى، وهي تعقد اجتماعات يناقش فيها المسؤولون الحكوميون والقادة العالميون والأعضاء البارزون في مجتمع السياسة الخارجية القضايا الدولية الرئيسية. يتألف مركز أبحاث ديفيد روكفيلر من حوالي خمسين باحثًا مساعدًا وباحثين بدوام كامل، بالإضافة إلى عشرة مستلمين داخليين من الزمالات التي تبلغ مدتها عامًا والذين يغطون المناطق الرئيسية والقضايا المهمة التي تشكل جدول الأعمال الدولي اليوم. يساهم هؤلاء العلماء في النقاش حول السياسة الخارجية من خلال تقديم توصيات إلى الإدارة الرئاسية، والإدلاء بشهاداتهم أمام الكونغرس، ويعملون كمورد للمجتمع الدبلوماسي، والتفاعل مع وسائل الإعلام، وتأليف الكتب، والتقارير والمقالات حول قضايا السياسة الخارجية.
في سياق النظرية النقدية للرأسمالية العالمية، يصنف بعض علماء الاجتماع مجموعة CFR بشكل بارز بأنها مجموعة من نخبة التخطيط أو منظمات صنع السياسات مثل اللجنة الثلاثية التي يرون أنها تعمل جنبا إلى جنب مع الكيانات القوية الأخرى في المجتمع الرأسمالي سعيا وراء المصالح المشتركة. على سبيل المثال، يصف عالم السياسة وليام أفيليس مجموعة CFR بأنها ضمن فئة من مؤسسات صنع السياسات التي يدعي أنها عملت جنباً إلى جنب مع الحكومات الغربية والمؤسسات المالية الدولية مثل صندوق النقد الدولي والبنك الدولي من أجل التوسع المجاني للتجارة، والحد من اللوائح على استثمارات الشركات، وتسريع تكامل الأسواق من خلال التكتلات الاقتصادية.

### العضوية
هناك نوعان من العضوية: عضوية مدى الحياة، وعضوية العضوية التي تستمر لمدة 5 سنوات ومتاحة لأولئك الذين تتراوح أعمارهم بين 30 و 36، ومتاحة فقط للمواطنين الأمريكيين فقط والمقيمين الدائمين الذين تقدموا للحصول على الجنسية الأمريكية. لمن يريد العضوية مدى الحياة، فيجب أن يُرشح كتابيًا من قبل أحد أعضاء المجلس وأن يُؤيده ثلاثة أعضاء على الأقل، ويُحظر على الزملاء الزائرين التقدم بطلب للحصول على العضوية حتى يكملوا فترة الزمالة.

## مقالات ذات صلة
- مؤسسة بروكينغز
- تشاتام هاوس